# Chiesa di Sant'Agata (Argenta)
La chiesa di Sant'Agata è la parrocchiale patronale di Filo, frazione del comune italiano di Argenta in provincia di Ferrara. Appartiene al vicariato di Argenta - Portomaggiore nell'arcidiocesi di Ravenna-Cervia. Il luogo di culto risale al XVI ed è stato riedificato nel XX secolo. 

## Storia
A Filo di Argenta vari luoghi di culto vennero edificati con la medesima dedicazione a Sant'Agata, in particolare quella conosciuta come chiesa di Sant'Agata di Filo venne edificata nel XVI secolo e ultimata nel 1578. La solenne consacrazione venne celebrata alla presenza dell'arcivescovo di Ravenna Cristoforo Boncompagni il 19 novembre 1578. Il territorio era particolarmente soggetto ad alluvioni e assestamenti del terreno quindi l'edificio col tempo divenne sempre più insicuro e con problemi notevoli per la sua stabilità. L'edificio seicentesco aveva orientamento verso ovest, aveva la sala con una sola navata e tre cappelle laterali. Nel presbiterio l'altare maggiore era dedicato alle sante Agata e Apollonia ed era arricchito dal ciborio ligneo. Nella torre campanaria la cella era dotata di un concerto a tre campane ognuna con effigi sacre raffiguranti la Beata Vergine del Rosario, Sant'Antonio di Padova , Gesù e Sant'Agata. Fu oggetto di diversi interventi per migliorare la sua tenuta statica ma le sue condizioni peggiorarono e nel 1873 il soffitto della sala crollò e si decise poco dopo di demolire l'edificio storico e ricostruirlo completamente. La nuova chiesa parrocchiale con identica dedicazione fu edificata sullo stesso sito e il cantiere venne aperto il 20 ottobre 1929 alla presenza dell'arcivescovo ravennate  Antonio Lega che benedisse la prima pietra. Due anni dopo l'edificio divenne agibile ma ancora da ultimare e così si decise, nel 1934, di affidare il progetto di completamento per la nuova chiesa a Francesco Gualandi di Bologna. A causa della scarsita di fondi stanziati per la costruzione l'edificio non fu comunque completato e, malgrado la sua consacrazione celebrata nel 1934 e la particolare cura dedicata alle fondamenta per rendere più solida la struttura la facciata non fu mai ultimata e non fu eretta neppure la torre campanaria. Le preziose campane storiche vennero conservate nei pressi della chiesa. Nella parrocchia sono state attive la confraternita del Santissimo Rosario e la confraternita del Santissimo Sacramento.

## Descrizione

### Esterni
La chiesa si trova a Filo, frazione di Argenta in provincia di Ferrara. La facciata si presenta in mattoni di laterizio a vista con elementi sporgenti destinate a sostenere parti mai completate. Attraverso quattro scalini si accede al portale rifinito in marmo sovrastato in asse da una finestra a lunetta cieca. Sulle facciate laterali si trovano finestre a monofora sovrastate da oculi che portano luce alla sala.

### Interni
La navata interna è unica ed ampliata da due piccole cappelle laterali. L'altare maggiore conserva il dipinto originale raffigurante la Madonna ed il Bambino con Sant’Agata e Sant’Apollonia che è stato salvato dalla chiesa demolita. Nella sala inoltre vi sono la statua raffigurante la titolare e patrona di Filo e la tela raffigurante l' Annunciazione realizzata da Carmelo Ricci a soli 16 anni. La Via Crucis risale al XVIII secolo.